# Cẩm Yên, Thạch Thất
Cẩm Yên là một xã thuộc huyện Thạch Thất, thành phố Hà Nội, Việt Nam.
Xã có diện tích 4,04 km², dân số năm 2021 là 6.018 người, mật độ dân số đạt 1.489 người/km².